# Sidney Kibrick
Sidney Kibrick (Minneapolis, 2 luglio 1928) è un attore statunitense, attivo come attore bambino dal 1933 al 1943 (tra i 5 e 15 anni d'età).

## Biografia
Nato a Minneapolis nel 1928, Sidney Kibrick ha fatto il suo debutto sul grande schermo nel 1933 nel cortometraggio Last Fight Kid, della serie Baby Burlesks, al fianco di Shirley Temple. È noto soprattutto per essere apparso in 26 episodi della serie Simpatiche canaglie (Our Gang) dal 1935 al 1939. Dal 1937 al 1939 vi interpreta il ruolo di "The Woim", la spalla del bullo del quartiere "Butch", impersonato da Tommy Bond. Sidney era il fratello minore di Leonard Kibrick, egli stesso un bullo in Simpatiche canaglie.
Laureatosi alla University of Southern California, da adulto esercita la professione di architetto.

## Filmografia parziale
- Simpatiche canaglie, serial cinematografico - 26 cortometraggi (1935-39)
- The Jones Family in Hollywood, regia di Malcolm St. Clair (1939)